# Đurđic (Križevci)
Đurđic je naselje u sastavu Grada Križevaca, u Koprivničko-križevačkoj županiji. 
U središtu naselja nalazi se crkva Sv. Jurja, koja je ujedno i sjedište župe Đurđic. Župa pripada Bjelovarsko-križevačkoj nadbiskupiji. U naselju postoji područna osnovna škola "Vladimir Nazor" u kojoj se održava nastava za učenike od 1. do 4. razreda. Dobrovoljno vatrogasno društvo Đurđic osnovano je 1928. godine i glavna je društvena aktivnost stanovnika ovog naselja. DVD Đurđic jedan je od najaktivnijih društava Križevačkog vatrogasnog odreda s po 8 desetina različitih kategorija. 
Najznačajniji dan za stanovnike ovog naselja je Đurđevo koje se slavi 23. travnja. To je ujedno dan naselja i svetkovina zaštitnika naselja Svetog Jurja. 

## Stanovništvo
Prema popisu iz 2011. naselje je imalo 267 stanovnika.
| broj stanovnika | 290   | 265   | 285   | 296   | 416   | 429   | 397   | 532   | 583   | 410   | 399   | 363   | 302   | 293   | 283   | 267   | 243   |
|                 | 1857. | 1869. | 1880. | 1890. | 1900. | 1910. | 1921. | 1931. | 1948. | 1953. | 1961. | 1971. | 1981. | 1991. | 2001. | 2011. | 2021. |